# Ababda
Es ababda, abbadi en singular, és una tribu arabòfona del sud d'Egipte i nord del Sudan, dins del grup dels beges. A Egipte la facció més important és la dels ashshabad. Al Sudan són els fuqara i els milaykab que segons la tradició van ser establerts a la regió que avui ocupen pels reis funj de Sennar. No foren bons soldats, però van lluitar contra el mahdi Muhàmmad Àhmad.